# Vệ sinh răng miệng

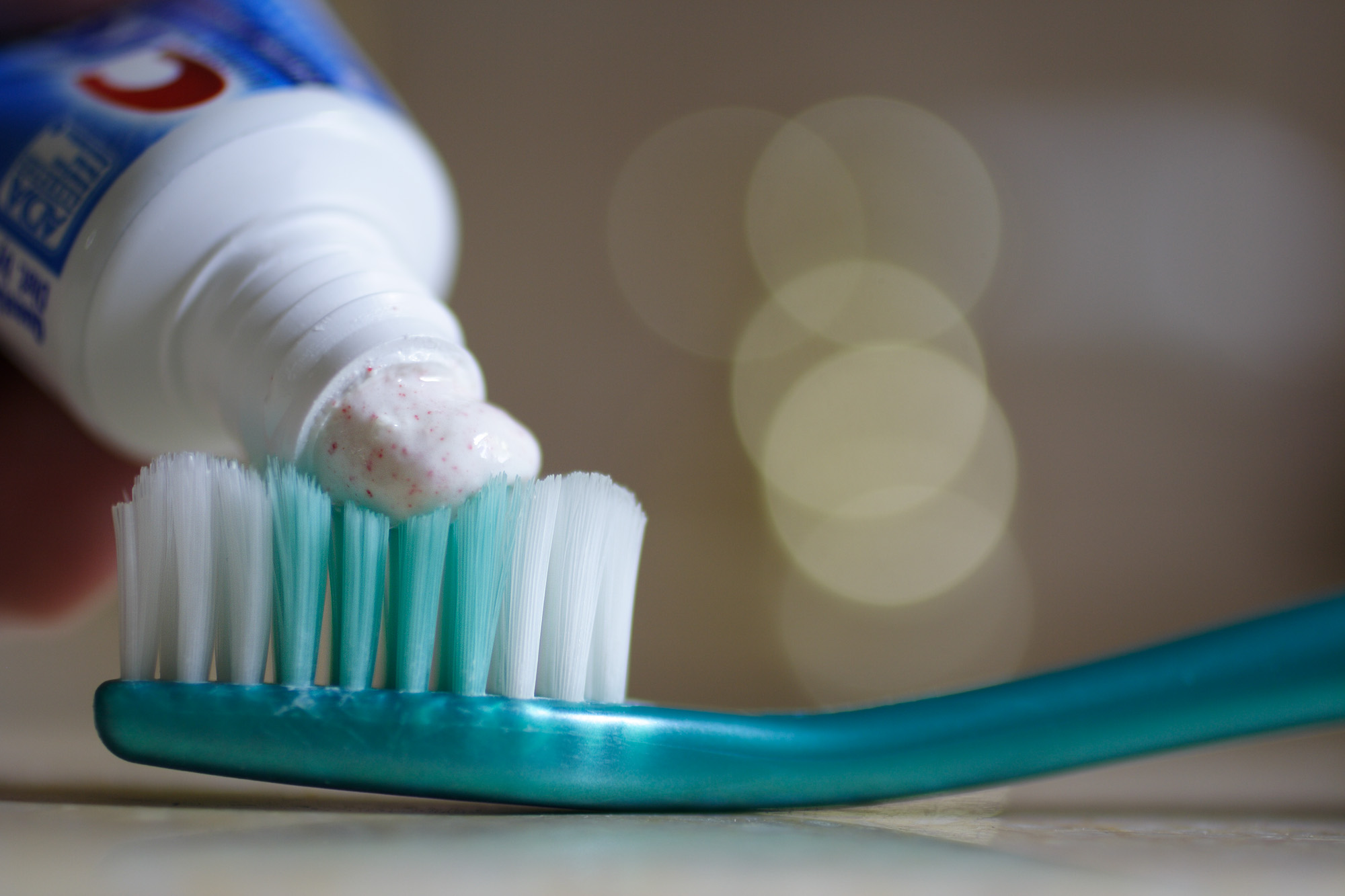
Vệ sinh răng miệng đúng cách yêu cầu chải răng và dùng chỉ nha khoa thường xuyên

Vệ sinh răng miệng là việc giữ răng miệng sạch sẽ, không bị bệnh và các vấn đề sức khỏe khác (như hơi thở có mùi) bằng cách đánh răng thường xuyên và làm sạch giữa các răng. Điều quan trọng là vệ sinh răng miệng phải được thực hiện thường xuyên để giúp phòng ngừa bệnh răng miệng và hơi thở hôi. Các loại bệnh răng miệng phổ biến nhất là sâu răng (ổ khoang, lỗ hỏng) và bệnh nướu lợi, bao gồm viêm lợi, và viêm nha chu.
Hướng dẫn chung đề nghị đánh răng hai lần mỗi ngày: sau bữa ăn sáng và trước khi đi ngủ, nhưng lý tưởng nhất là làm sạch miệng sau mỗi bữa ăn. Làm sạch giữa các răng được gọi là làm sạch kẽ răng cũng quan trọng như việc đánh răng. Bởi vì bàn chải đánh răng không thể tiếp cận giữa các răng và do đó chỉ loại bỏ khoảng 50% mảng bám trên bề mặt. Có rất nhiều dụng cụ để làm sạch giữa các răng, bao gồm xỉa răng, chỉ nha khoa và bàn chải kẽ răng; tùy theo từng cá nhân mà dụng công cụ phù hợp.
Đôi khi răng trắng hoặc răng đều có liên quan đến vệ sinh miệng, nhưng miệng vệ sinh có thể có răng bị ố vàng hoặc răng khấp khểnh. Vì lý do chính đáng, mọi người có thể tìm kiếm cách làm trắng răng và chỉnh hình răng.

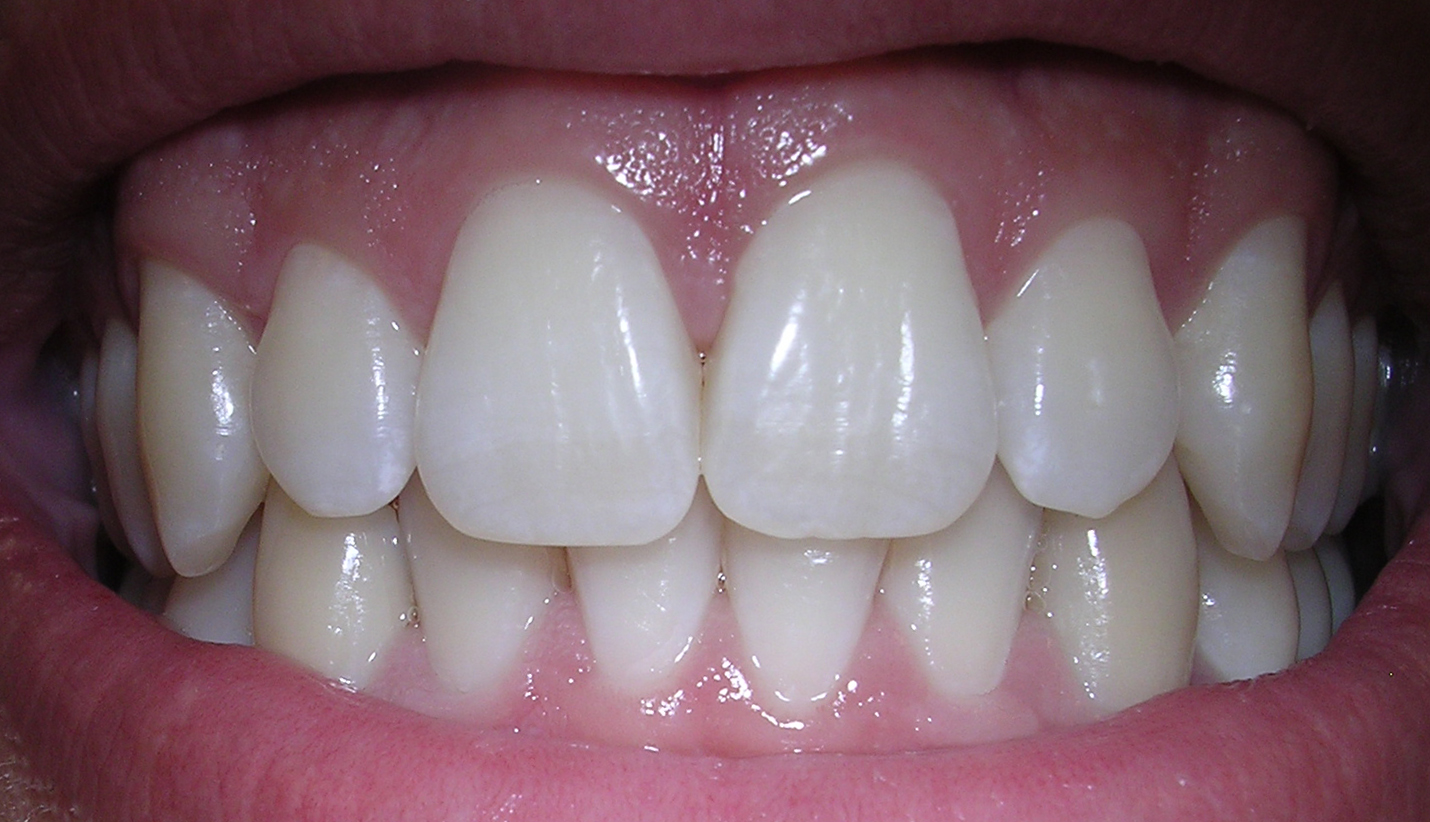
Một nụ cười khỏe mạnh